# Björnsjön (Sjötofta socken, Västergötland)
Björnsjön är en sjö i Tranemo kommun i Västergötland och ingår i Ätrans huvudavrinningsområde.